# Rhys Healey
Rhys Healey (Mánchester, Inglaterra, 6 de diciembre de 1994) es un futbolista británico, que juega como delantero en el Barrow A. F. C. de la League Two.

## Trayectoria

### Connah's Quay Nomads
Healey inicio en Connah's Quay Nomads, uniéndose al equipo juvenil en el Sub-16 en 2009. Hizo su debut en el primer equipo como suplente durante la victoria por 6-1 en el partido inaugural de la Cymru Alliance de la temporada 2011-12, contra el Caersws e hizo 10 apariciones en la liga cuando el club ganó el ascenso a la Premier League de Gales. La temporada siguiente, hizo su debut en la Premier League galesa, saliendo de la banca contra Bangor City y pasó a marcar 12 goles en la liga para el club durante la primera mitad de la temporada 2012-13. Su prolífica forma lo vio atraer la atención de varios clubes y Healey pasó un tiempo a prueba con Stoke City y Manchester City.

### Cardiff City
El 28 de enero de 2013 fichó por el Cardiff City. En marzo de 2014 firmó un nuevo contrato con el club. El 11 de mayo de 2014, hizo su debut con el primer equipo, en el último día de la temporada, en la derrota por 2-1 contra el Chelsea como suplente en lugar de Craig Bellamy.

### Colchester United
Healey fue cedido al Colchester United de la League One el 19 de septiembre de 2014. Se unió al club e inicio como suplente del delantero titular Freddie Sears, firmando inicialmente hasta el 20 de diciembre. Healey hizo su debut, entrando como suplente en la segunda mitad, y anotó en la victoria por 3-0 sobre Crewe, que fue seguida por otra en el siguiente juego, en la derrota por 4-2 contra Preston North End. Habiendo hecho diez apariciones y anotado cuatro veces hasta ahora, el período de préstamo de Healey con Colchester United se extendió más hasta el final de la temporada. El 19 de marzo de 2015, Healey fue llamado por el club dueño de su pase, el Cardiff. El 2 de abril de 2015, en un extraño giro de los acontecimientos, Healey fue cedido nuevamente al Colchester United debido a que una cesión prolongada al equipo Newport County de la League Two fracasó después de que la FIFA bloqueara la medida. Una decisión que el director técnico de Newport, Jimmy Dack, calificó de increíble.

### Dundee
El 1 de septiembre de 2015, Healey firmó por el Dundee de la Scottish Premiership en calidad de cedido hasta enero de 2016. Hizo un total de 7 apariciones con el club, anotando una vez durante la derrota por 2-1 ante el Kilmarnock, antes de que su cesión terminara antes de tiempo tras una lesión.

### Newport County
El 31 de agosto de 2016, Healey se fue al Newport County en condición de préstamo hasta el 3 de enero de 2017. Hizo su debut con Newport el 10 de septiembre de 2016 en la League Two durante el empate 2-2 con Cheltenham Town como suplente en la segunda mitad en lugar de Jon Parkin. Marcó su primer gol con Newport el 24 de septiembre de 2016 en la derrota por 2-1 ante el Cambridge United. Regresó a Cardiff al final de su período de préstamo, haciendo su última aparición para Newport en la derrota por 2-1 ante Wycombe Wanderers el 2 de enero.

### Regreso a Cardiff
Al regresar, Healey comenzó en el banquillo del Cardiff City por primera vez en 3 años contra el Aston Villa. El 21 de enero, marcó el gol de la victoria contra Burton Albion, también su primero para los Bluebirds, después de reemplazar a Junior Hoilett. Durante su segunda titularidad con el club ante el Rotherham United el 18 de febrero, Healey se vio obligado a retirarse tras sufrir una grave lesión en la rodilla, que le impidió jugar hasta nueve meses.

### Torquay United
Durante la recuperación de la lesión, Healey firmó un nuevo contrato de dos años y medio en Cardiff, antes de regresar al primer equipo el 26 de diciembre de 2017, sustituyendo a Loïc Damour ante el Fulham. Se unió al Torquay United cedido en marzo de 2018 por el resto de la temporada 2017-18, anotando seis goles en ocho apariciones, incluido un triplete durante la derrota por 4-3 ante el Guiseley.

### Milton Keynes Dons
El 24 de agosto de 2018, Healey firmó con el Milton Keynes Dons de la League Two en condición de préstamo hasta enero de 2019. Marcó su primer gol con el MK Dons en la eliminatoria del EFL Trophy contra el Peterborough United el 4 de septiembre de 2018.
El 16 de julio de 2019, Healey regresó al Milton Keynes Dons de forma permanente, firmando por una tarifa desconocida. En su primer partido de regreso al club, Healey anotó un gol en el minuto 93 en la victoria en casa por 1-0 sobre Shrewsbury Town.

### Toulouse
El 27 de agosto de 2020, Healey se unió al Toulouse de la Ligue 2 por una tarifa desconocida. Hizo su debut el 14 de septiembre de 2020 cuando sustituyó a Efthimis Koulouris, en el partido de liga frente al Sochaux. Unos días después, Healey anotó su primer gol en la victoria por 3-1 en la liga contra el Auxerre.

## Estadísticas
| Connah's Quay Nomads Gales | 2011–12             | 10  | 3  | 2  | 2 | – | – | 12  | 5  |
| Connah's Quay Nomads Gales | 2012–13             | 19  | 12 | 2  | 2 | – | – | 21  | 14 |
| Connah's Quay Nomads Gales | Total               | 29  | 15 | 4  | 4 | – | – | 33  | 19 |
| Cardiff City Gales | 2013–14             | 1   | 0  | 0  | 0 | – | – | 1   | 0  |
| Cardiff City Gales | 2016–17             | 7   | 1  | 0  | 0 | – | – | 7   | 1  |
| Cardiff City Gales | 2017–18             | 3   | 0  | 2  | 0 | – | – | 5   | 0  |
| Cardiff City Gales | 2018–19             | 3   | 0  | 0  | 0 | – | – | 3   | 0  |
| Cardiff City Gales | Total               | 14  | 1  | 2  | 0 | – | – | 16  | 1  |
| Colchester United Inglaterra | 2014–15             | 21  | 4  | 2  | 0 | – | – | 23  | 4  |
| Colchester United Inglaterra | Total               | 21  | 4  | 2  | 0 | – | – | 23  | 4  |
| Dundee Escocia | 2015–16             | 7   | 1  | 0  | 0 | – | – | 7   | 1  |
| Dundee Escocia | Total               | 7   | 1  | 0  | 0 | – | – | 7   | 1  |
| Newport County Inglaterra | 2016–17             | 17  | 6  | 6  | 1 | – | – | 23  | 7  |
| Newport County Inglaterra | Total               | 17  | 6  | 6  | 1 | – | – | 23  | 7  |
| Torquay United Inglaterra | 2017–18             | 8   | 6  | 0  | 0 | – | – | 8   | 6  |
| Torquay United Inglaterra | Total               | 8   | 6  | 0  | 0 | – | – | 8   | 6  |
| Milton Keynes Dons Inglaterra | 2018–19             | 18  | 8  | 3  | 1 | – | – | 21  | 9  |
| Milton Keynes Dons Inglaterra | 2019–20             | 19  | 11 | 2  | 1 | – | – | 21  | 12 |
| Milton Keynes Dons Inglaterra | Total               | 37  | 19 | 5  | 2 | – | – | 42  | 21 |
| Toulouse Francia | 2020–21             | 0   | 0  | 0  | 0 | – | – | 0   | 0  |
| Toulouse Francia | Total               | 0   | 0  | 0  | 0 | – | – | 0   | 0  |
| Total en su carrera | Total en su carrera | 133 | 52 | 19 | 8 | – | – | 152 | 60 |
| (1) Incluye datos de Copa de la Liga de Gales, Copa de la Liga de Inglaterra, FA Cup y League Trophy. (2) Incluye datos de Liga de Campeones de la UEFA, Copa de la UEFA, Supercopa de Europa, Copa Intercontinental y Copa Mundial de Clubes de la FIFA. |                     |     |    |    |   |   |   |     |    |

## Palmarés

### Títulos nacionales
| Título          | Club                       | País    | Año     |
| --------------- | -------------------------- | ------- | ------- |
| Cymru Alliance  | Connah's Quay Nomads F. C. | Gales   | 2011-12 |
| Copa de Francia | Toulouse F. C.             | Francia | 2022-23 |

### Distinciones individuales
| Distinción                            | Año     |
| ------------------------------------- | ------- |
| Jugador del año de Milton Keynes Dons | 2019-20 |